# Jovan Pavlović (Bischof)

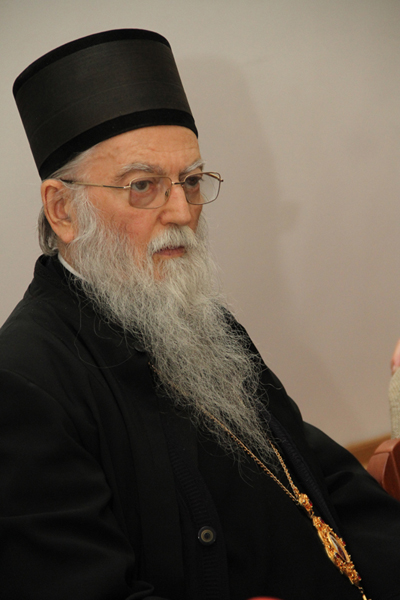
Metropolit Jovan Pavlović (2010)

Jovan Pavlović (serbisch-kyrillisch: Јован Павловић; * 2. Oktober 1936 in Medinci bei Slatina; † 3. April 2014 in Zagreb) war Bischof der serbisch-orthodoxen Kirche und Metropolit von Zagreb und Ljubljana (1982–2014) sowie für Italien (1994–2011). Er war der höchste Repräsentant der Serbisch-Orthodoxen Kirche in Kroatien seit dem 20. Mai 1992. 
Jovan Pavlović studierte 1963, nachdem er sein Theologiestudium  an der Universität Belgrad abgeschlossen hatte, in Deutschland, unter anderem an der Evangelischen Akademie in Schleswig und der Evangelisch-Theologischen Fakultät der Universität Kiel sowie der katholischen Fakultät der Ludwig-Maximilians-Universität München. Er lebte im Benediktinerkloster Chevetogne im belgischen Ciney, der Benediktinerabtei St. Matthias in Trier und im Kloster Niederaltaich im bayrischen Niederalteich. Er lehrte selbst in den orthodoxen Klöstern in Prizren und in Krka und trat 1967 in Krka der Ordensgemeinschaft bei; 1969 wurde er Diakonmönch. 
1977 wurde er zum Abtbischof des Klosters Lepavina gewählt und 1982 zum Metropoliten von Zagreb und Ljubljana ernannt. 
Von 1982 bis 1992 vertrat er die Serbisch-Orthodoxe Kirche im Ökumenischen Rat der Kirchen. In der Heiligen Synode der Serbisch-Orthodoxen Kirche hatte er zahlreiche Mandate inne. 